# Transports en commun d'Auxerre
AuxR_M le bus (anciennement Leo de 2018 à 2024) est le nom du réseau de transports en commun d'Auxerre et son agglomération.
Les bus parcourent 1 098 000 km et transportent 2 400 000 voyageurs chaque année[Quand ?].

## Présentation
AuxR_M le bus dessert la communauté d'agglomération de l'Auxerrois via 5 lignes urbaines et 2 lignes les dimanches et les jours fériés. Il est exploité depuis 2024 par Keolis.

### Identité visuelle

Logo Vivacité de 2011 à septembre 2018
Logo Léo de septembre 2018 à 2023

## Histoire

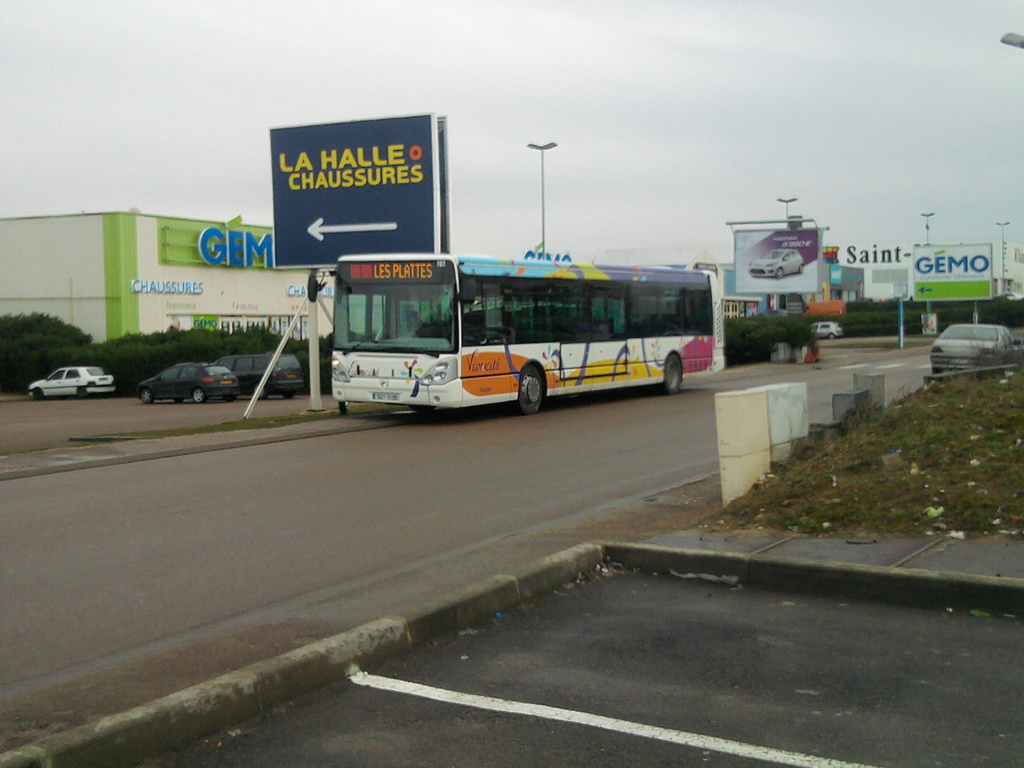
Citelis 12 du réseau Vivacité faisant sa régulation entre la ligne 5 et 1.

### Réseau Le Bus (jusqu'en 2007)
L'ancien réseau était le suivant, comparé au réseau Vivacité de 2007 :
- A : C.C Les Clairions <> Normandie (lignes 1 et 2 du réseau vivacité)
- B : Verdun <> Les Plattes (lignes 1 et 3  du réseau vivacité)
- C : Bréandes <> Arquebuse (lignes 2 et 3 du réseau vivacité)
- D : Bréandes <> C.C Les Clairions (lignes 3 et 4 du réseau vivacité)
- E : Porte de Paris <> IUT (actuelle ligne 6 du réseau vivacité)
- F : Luxembourg <> Lyautey (ligne 4 du réseau vivacité)
- M : Laborde <> Vaux (lignes 11 et 13 du réseau vivacité)
- S : Arquebuse <> Les Chesnez Place (ligne 7 du réseau vivacité)
- T : Robillard <> Maison de retraite (ligne 15 du réseau vivacité)
- Z : La Guillaumée <> Canada (lignes 2 et 5 du réseau vivacité).

### Réseau Vivacité (2007-2018)
Le 27 août 2007, le réseau Le Bus est devenu Vivacité. Le réseau a été restructuré, les lignes autrefois indiquées par des lettres sont désormais indicées par des chiffres. Création de Vivala et de Vivamouv.
Au 22 août 2011, le réseau a été restructuré comme suit :
- la ligne 1 est fortement modifiée et reprend globalement le trajet de la ligne 3 ;
- la ligne 2 est fortement modifiée et reprend globalement le trajet de la ligne 1 ;
- la ligne 3 est fortement modifiée après la porte de Paris pour remonter vers Monéteau en remplacement de la ligne 5 en passant par les Clairions au lieu de desservir les Fontenottes ; de l'autre côté, elle dessert Perrigny par le trajet des actuelles lignes 1 et 2 ;
- la ligne 4 se voit amputer de sa desserte du terminus Luxembourg ; après l'Arquebuse, la ligne reprend la desserte des Piedalloues en remplacement de la ligne 2 ;
- les itinéraires des lignes 6, Vivaville, Vivallure et DJF (Dimanche) sont inchangés ;
- la ligne l'Xpress, qui reprend des tronçons des lignes 4 et 7, est créée.

Lors du conseil communautaire du 4 juillet 2013, un projet de création de deux lignes de bus à haut niveau de service est évoqué. Les 2 lignes imaginées reprennent des tracés similaires aux lignes 1 et 2 du réseau Léo avec une ligne 1 desservant la place de l'Arquebuse depuis la gare SNCF vers le centre commercial des Clairions, et une ligne 2 passant par l'hôpital et les établissements scolaires. Le projet, d'un coût estimé à 28 millions d'euros, prévoyait la création de voies réservées aux bus et l'achat de bus hybrides à haut cadencement (cinq à dix minutes en heures de pointe). L'État aurait pu subventionner ce projet jusqu'à 40 %, grâce aux recettes générées par l'écotaxe. Cependant, cette taxe ayant été suspendue avant son entrée en vigueur le 1er janvier 2014, ce projet n'a jamais pu voir le jour,.

### Réseau Léo (2018-2024)

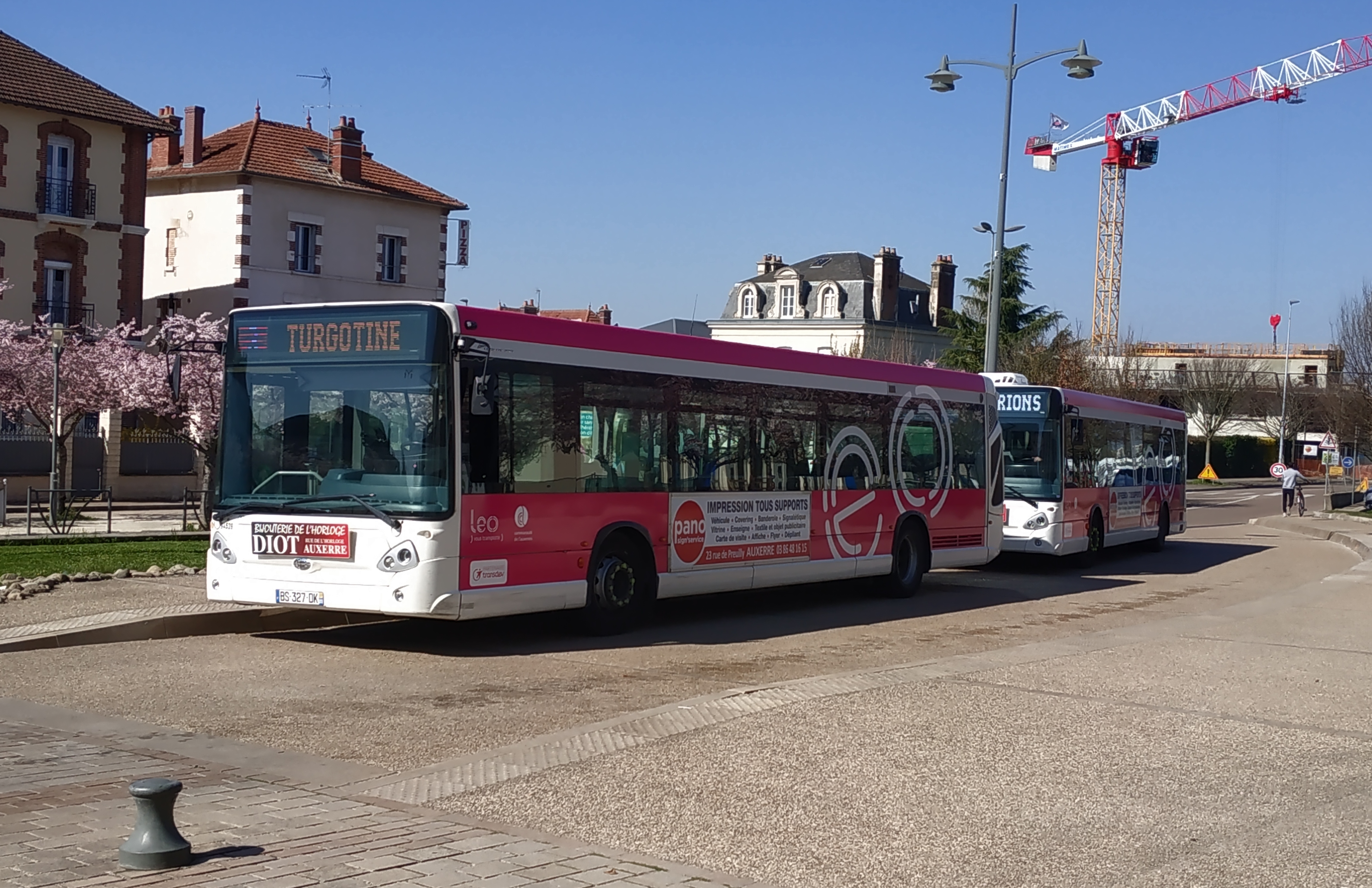
Deux bus du réseau Leo devant la gare d'Auxerre.

Le 1er septembre 2018, le réseau change à nouveau de nom : Vivacité devient Léo,.
Il est mis en place dès le 1er septembre 2018, et apporte les modifications suivantes :
- le service fonctionne désormais les dimanches et jours fériés, avec deux lignes ;
- nouvelle livrée des bus ;
- création d'une septième ligne de bus desservant Appoigny ;
- restructuration des autres lignes de bus ;
- amélioration des horaires de la ligne 1, à raison d'un bus tous les quarts d'heure au lieu de vingt minutes ;
- augmentation du prix du ticket unitaire, de 1,20 € à 1,30 € (1,50 € si acheté auprès du conducteur) ;
- baisse du prix des abonnements, suppression des tarifs étudiants et scolaires et remplacement par un tarif « moins de 18 ans » ;
- remplacement des navettes circulant dans le centre-ville par des navettes électriques ; celles-ci restent gratuites.

Néanmoins, quelques jours après la mise en service du nouveau réseau, certains usagers des communes périphériques (notamment Monéteau) critiquent une dégradation de la desserte par les bus, à tel point qu'une pétition a été lancée. La communauté de l'Auxerrois répond que des ajustements seront effectués.
Une maison des mobilités ouvre fin avril 2019 en centre-ville, entre la mairie et la tour de l'Horloge. Ce service permet aux usagers d'acheter son titre de transport pour voyager sur les lignes du réseau mais aussi des billets de train, et s'étend à la location de vélos et de trottinettes.
En septembre 2021, l'agglomération se dote de cinq bus à hydrogène. C'est le modèle Businova de Safra qui est choisi. Le premier bus est livré le 9 septembre 2021 et circule sur la ligne 1 reliant les Clairions à la gare SNCF.
Le 28 septembre 2023, les élus de la communauté d'agglomération de l'Auxerrois ont attribué la délégation de service public à Keolis en remplacement de Transdev. L'agglomération souhaite renforcer l'offre de transport à la demande en proposant quinze circuits au lieu de quatre, et créer un nouveau centre de maintenance aux Mignottes. Keolis Communauté de l'Auxerrois opère sur le réseau depuis le 1er janvier 2024, avec les modifications suivantes :
- refonte du transport à la demande, afin de permettre à un habitant de la communauté d'agglomération de rejoindre un pôle stratégique tel que la gare SNCF ou le centre commercial de Gurgy ou de Champs-sur-Yonne ;
- mise en service d'une navette dans le centre-ville (boucle au départ de l'Arquebuse), desservant les sites remarquables d'Auxerre.

### Réseau AuxR_M le bus (depuis 2024)
Le réseau AuxR_M le bus entre en service le 2 septembre 2024, huit mois après le changement d'exploitant.
Le nombre de lignes régulières passe de sept à cinq et les lignes scolaires sont restructurées. La livrée des bus est modifiée, à base de bleu au lieu du rose.

## Caractéristiques

### Lignes urbaines
| Ligne | Caractéristiques | Caractéristiques                            | Caractéristiques                            | Caractéristiques                            | Caractéristiques                            | Caractéristiques                            | Caractéristiques                            | Caractéristiques                            | Caractéristiques                            |
| 1     | Auxerre - La Roue ⥋ Auxerre - Les Clairions | Auxerre - La Roue ⥋ Auxerre - Les Clairions | Auxerre - La Roue ⥋ Auxerre - Les Clairions | Auxerre - La Roue ⥋ Auxerre - Les Clairions | Auxerre - La Roue ⥋ Auxerre - Les Clairions | Auxerre - La Roue ⥋ Auxerre - Les Clairions | Auxerre - La Roue ⥋ Auxerre - Les Clairions | Auxerre - La Roue ⥋ Auxerre - Les Clairions | Auxerre - La Roue ⥋ Auxerre - Les Clairions |
| ----- | --- | ------------------------------------------- | ------------------------------------------- | ------------------------------------------- | ------------------------------------------- | ------------------------------------------- | ------------------------------------------- | ------------------------------------------- | ------------------------------------------- |
| 1     | Ouverture / Fermeture 2 septembre 2024 / — | Longueur —                                  | Durée —                                     | Nb. d’arrêts 30                             | Matériel —                                  | Jours de fonctionnement L, Ma, Me, J, V, S  | Jour / Soir / Nuit / Fêtes O / N / N / N    | Voy. / an 500 000                           | Transporteur AuxR_M le bus                  |
| 1     | Desserte : Egriselles - Villes desservies : Auxerre - Arrêts : La Roue • Dr Schweitzer • Charles de Foucault • • Colbert • Turgotine • Les Mignottes • H2 • Plaines • Tournelle ou Brazza • Gare SNCF • Gambetta • Police • Vaulabelle • Arquebuse • Egleny • Denfert • Hatin • Pasteur • Fourier • Lafayette • Ingres • Fragonard • Le Phare • Hôpital • Saint Siméon midi • Verdun • Marne • Jean-Monnet • Les Clairions |                                             |                                             |                                             |                                             |                                             |                                             |                                             |                                             |
| 1     | Autre : Fréquence 15 minutes période scolaire et 20 minutes période samedi été |                                             |                                             |                                             |                                             |                                             |                                             |                                             |                                             |
| 1     | Dernière actualisation : — |                                             |                                             |                                             |                                             |                                             |                                             |                                             |                                             |
| 2     | Perrigny - Auges ⥋ Auxerre - Batardeau | Perrigny - Auges ⥋ Auxerre - Batardeau      | Perrigny - Auges ⥋ Auxerre - Batardeau      | Perrigny - Auges ⥋ Auxerre - Batardeau      | Perrigny - Auges ⥋ Auxerre - Batardeau      | Perrigny - Auges ⥋ Auxerre - Batardeau      | Perrigny - Auges ⥋ Auxerre - Batardeau      | Perrigny - Auges ⥋ Auxerre - Batardeau      | Perrigny - Auges ⥋ Auxerre - Batardeau      |
| 2     | Ouverture / Fermeture 2 septembre 2024 / — | Longueur —                                  | Durée —                                     | Nb. d’arrêts 16                             | Matériel —                                  | Jours de fonctionnement L, Ma, Me, J, V, S  | Jour / Soir / Nuit / Fêtes O / N / N / N    | Voy. / an —                                 | Transporteur AuxR_M le bus                  |
| 2     | Desserte : - Villes desservies : Perrigny,Auxerre - Arrêts : Auges • Chatenoy • St Siméon nord • Heurtebise • Gouraud • Hôpital • Fleurus • Les Rosoirs • 4eme ri • Champleroys • Gare routière • Lamartine • Tournelle ou Brazza • Gare SNCF • Gambetta • Batardeau |                                             |                                             |                                             |                                             |                                             |                                             |                                             |                                             |
| 2     | Autre : Fréquence 30 minutes du lundi au samedi |                                             |                                             |                                             |                                             |                                             |                                             |                                             |                                             |
| 2     | Dernière actualisation : — |                                             |                                             |                                             |                                             |                                             |                                             |                                             |                                             |
| 3     | Moneteau Grand haie ⥋ Auxerre Carrière | Moneteau Grand haie ⥋ Auxerre Carrière      | Moneteau Grand haie ⥋ Auxerre Carrière      | Moneteau Grand haie ⥋ Auxerre Carrière      | Moneteau Grand haie ⥋ Auxerre Carrière      | Moneteau Grand haie ⥋ Auxerre Carrière      | Moneteau Grand haie ⥋ Auxerre Carrière      | Moneteau Grand haie ⥋ Auxerre Carrière      | Moneteau Grand haie ⥋ Auxerre Carrière      |
| 3     | Ouverture / Fermeture 2 septembre 2024 / — | Longueur —                                  | Durée —                                     | Nb. d’arrêts 47                             | Matériel —                                  | Jours de fonctionnement L, Ma, Me, J, V, S  | Jour / Soir / Nuit / Fêtes O / N / N / N    | Voy. / an —                                 | Transporteur AuxR_M le bus                  |
| 3     | Desserte : Skenet’eau • Saules - Villes desservies : Auxerre, Moneteau - Arrêts : Grand haie • Rue du Château • Sommeville • Liberté • Église • Mairie de Monéteau • îles de France • Bretagne • Commanderie • Carron • Pierre Curie • Saint Quentin • Saint Exupery • Canada • Dumont • Plaines des îles • Zone industrielle • Caillottes • Bas de Jonches • Haussman • Les Clairions • Fourneaux • Eiffel • Collège Albert Camus • Les Conches • De Gaulle • Porte de Paris • Vauban • Egleny • Arquebuse • Bourneil • Pont de Vallan • Arboretum • Louis Richard • Via Agrippa • Les Piedalloue • Guyenne • Savoie • Chantemerle • Le Noue • Collège Paul Bert • Stade Arbre Sec • Carrière |                                             |                                             |                                             |                                             |                                             |                                             |                                             |                                             |
| 3     | Autre : Fréquence toutes les 40 minutes et 1 heure le samedi et été |                                             |                                             |                                             |                                             |                                             |                                             |                                             |                                             |
| 3     | Dernière actualisation : — |                                             |                                             |                                             |                                             |                                             |                                             |                                             |                                             |
| 4     | Auxerre Les Clairions ⥋ Perrigny Breandes | Auxerre Les Clairions ⥋ Perrigny Breandes   | Auxerre Les Clairions ⥋ Perrigny Breandes   | Auxerre Les Clairions ⥋ Perrigny Breandes   | Auxerre Les Clairions ⥋ Perrigny Breandes   | Auxerre Les Clairions ⥋ Perrigny Breandes   | Auxerre Les Clairions ⥋ Perrigny Breandes   | Auxerre Les Clairions ⥋ Perrigny Breandes   | Auxerre Les Clairions ⥋ Perrigny Breandes   |
| 4     | Ouverture / Fermeture 2 septembre 2024 / — | Longueur —                                  | Durée —                                     | Nb. d’arrêts 34                             | Matériel —                                  | Jours de fonctionnement L, Ma, Me, J, V, S  | Jour / Soir / Nuit / Fêtes O / N / N / N    | Voy. / an —                                 | Transporteur AuxR_M le bus                  |
| 4     | Desserte : - Villes desservies : Auxerre,Perrigny - Arrêts : Les Clairions • Fourneaux • Eiffel • Guynemer • France travail • Services techniques • Mermoz • Lumière • Denis Papin • Moulin du Président • Champoulains • Lamartine • Porte de Paris • Vauban • Egleny • Arquebuse • Saint Amatre • Tassigny • Colette • Lyautey • Brichere • Django Reinhardt • Lorraine • Les Ardilles • Saint Georges • La Guillaumée • Mairie de Saint Georges • Saint Georges sur Baulche Collège Jean Bertin • Cormiers • Conseil départemental • Ancienne gare • Mairie de Perrigny • Les Bréandes |                                             |                                             |                                             |                                             |                                             |                                             |                                             |                                             |
| 4     | Autre : Fréquence toutes les 40 minutes et 1h le samedi et l’été |                                             |                                             |                                             |                                             |                                             |                                             |                                             |                                             |
| 4     | Dernière actualisation : — |                                             |                                             |                                             |                                             |                                             |                                             |                                             |                                             |
| 5     | Auxerre Université de bourgogne ⥋ Appoigny | Auxerre Université de bourgogne ⥋ Appoigny  | Auxerre Université de bourgogne ⥋ Appoigny  | Auxerre Université de bourgogne ⥋ Appoigny  | Auxerre Université de bourgogne ⥋ Appoigny  | Auxerre Université de bourgogne ⥋ Appoigny  | Auxerre Université de bourgogne ⥋ Appoigny  | Auxerre Université de bourgogne ⥋ Appoigny  | Auxerre Université de bourgogne ⥋ Appoigny  |
| 5     | Ouverture / Fermeture 2 septembre 2024 / — | Longueur —                                  | Durée —                                     | Nb. d’arrêts 24                             | Matériel —                                  | Jours de fonctionnement L, Ma, Me, J, V, S  | Jour / Soir / Nuit / Fêtes O / N / N / N    | Voy. / an —                                 | Transporteur AuxR_M le bus                  |
| 5     | Desserte : - Villes desservies : Auxerre, Moneteau , Appoigny - Arrêts : Université de bourgogne • Auxerre expo • Redditch • Gare SNCF • Gambetta •Police • Vaulabelle • Arquebuse • Egleny • Vauban • Porte de Paris • De Gaulle • Monge• Sainte Marguerite •Polyclinique •Jean-Monnet• Grand haie• Londres • Bruxelles • PR Nord • AuxR_Parc • AuxR parc nord• Rue du Pavillon •Église• Appoigny |                                             |                                             |                                             |                                             |                                             |                                             |                                             |                                             |
| 5     | Autre : Fréquence toute les heures |                                             |                                             |                                             |                                             |                                             |                                             |                                             |                                             |
| 5     | Dernière actualisation : — |                                             |                                             |                                             |                                             |                                             |                                             |                                             |                                             |
| DIM 1 | Auxerre Les Clairions ⥋ Auxerre Gare sncf | Auxerre Les Clairions ⥋ Auxerre Gare sncf   | Auxerre Les Clairions ⥋ Auxerre Gare sncf   | Auxerre Les Clairions ⥋ Auxerre Gare sncf   | Auxerre Les Clairions ⥋ Auxerre Gare sncf   | Auxerre Les Clairions ⥋ Auxerre Gare sncf   | Auxerre Les Clairions ⥋ Auxerre Gare sncf   | Auxerre Les Clairions ⥋ Auxerre Gare sncf   | Auxerre Les Clairions ⥋ Auxerre Gare sncf   |
| DIM 1 | Ouverture / Fermeture 2 septembre 2024 / — | Longueur —                                  | Durée —                                     | Nb. d’arrêts 24                             | Matériel —                                  | Jours de fonctionnement —                   | Jour / Soir / Nuit / Fêtes O / N / N / O    | Voy. / an —                                 | Transporteur AuxR_M le bus                  |
| DIM 1 | Desserte : - Villes desservies : Auxerre - Arrêts : Les Clairions • Jean-Monnet • Marne • Saint Siméon-midi • Hôpital • Le phare • Fragonard • Ingres • Lafayette • Fourier • Pasteur • Hatin • Les Rosoirs • 4eme ri • Champleroy • Pole d’échange • Porte de Paris • Vauban • Egleny • Arquebuse • Vaulabelle • Batardeau • Gambetta• Gare SNCF |                                             |                                             |                                             |                                             |                                             |                                             |                                             |                                             |
| DIM 1 | Autre : Fréquence toutes les heures dimanches et jours fériés |                                             |                                             |                                             |                                             |                                             |                                             |                                             |                                             |
| DIM 1 | Dernière actualisation : — |                                             |                                             |                                             |                                             |                                             |                                             |                                             |                                             |
| DIM 2 | Auxerre Les Clairions ⥋ Auxerre Turgotine | Auxerre Les Clairions ⥋ Auxerre Turgotine   | Auxerre Les Clairions ⥋ Auxerre Turgotine   | Auxerre Les Clairions ⥋ Auxerre Turgotine   | Auxerre Les Clairions ⥋ Auxerre Turgotine   | Auxerre Les Clairions ⥋ Auxerre Turgotine   | Auxerre Les Clairions ⥋ Auxerre Turgotine   | Auxerre Les Clairions ⥋ Auxerre Turgotine   | Auxerre Les Clairions ⥋ Auxerre Turgotine   |
| DIM 2 | Ouverture / Fermeture 2 septembre 2024 / — | Longueur —                                  | Durée —                                     | Nb. d’arrêts 16                             | Matériel —                                  | Jours de fonctionnement —                   | Jour / Soir / Nuit / Fêtes O / N / N / O    | Voy. / an —                                 | Transporteur AuxR_M le bus                  |
| DIM 2 | Desserte : - Villes desservies : Auxerre - Arrêts : Les Clairions • Fourneaux • Eiffel • Collège Albert Camus • Les Conches • Lamartines • Tournelle et Brazza • Gare SNCF • Redditch • La Roue • Dr Schweitzer • • Charles de Foucault • Colbert • Turgotine |                                             |                                             |                                             |                                             |                                             |                                             |                                             |                                             |
| DIM 2 | Autre : 7 A/R Jours Dimanches et jours fériés |                                             |                                             |                                             |                                             |                                             |                                             |                                             |                                             |
| DIM 2 | Dernière actualisation : — |                                             |                                             |                                             |                                             |                                             |                                             |                                             |                                             |

#### Navette de centre-ville
La navette circulant toutes les 25 minutes de 8h35 à 19h20 au centre-ville fonctionne uniquement à l'électricité.
| Ligne | Caractéristiques | Caractéristiques                          | Caractéristiques                          | Caractéristiques                          | Caractéristiques                          | Caractéristiques                           | Caractéristiques                          | Caractéristiques                          | Caractéristiques                          |
| N     | Auxerre - Arquebuse ⥋ Auxerre - Arquebuse | Auxerre - Arquebuse ⥋ Auxerre - Arquebuse | Auxerre - Arquebuse ⥋ Auxerre - Arquebuse | Auxerre - Arquebuse ⥋ Auxerre - Arquebuse | Auxerre - Arquebuse ⥋ Auxerre - Arquebuse | Auxerre - Arquebuse ⥋ Auxerre - Arquebuse  | Auxerre - Arquebuse ⥋ Auxerre - Arquebuse | Auxerre - Arquebuse ⥋ Auxerre - Arquebuse | Auxerre - Arquebuse ⥋ Auxerre - Arquebuse |
| ----- | --- | ----------------------------------------- | ----------------------------------------- | ----------------------------------------- | ----------------------------------------- | ------------------------------------------ | ----------------------------------------- | ----------------------------------------- | ----------------------------------------- |
| N     | Ouverture / Fermeture 15 janvier 2024 / — | Longueur 4,6 km                           | Durée 20 min                              | Nb. d’arrêts 15 (fixes)                   | Matériel —                                | Jours de fonctionnement L, Ma, Me, J, V, S | Jour / Soir / Nuit / Fêtes O / — / — / —  | Voy. / an —                               | Transporteur AuxR_M Le bus                |
| N     | Desserte : - Villes desservies : Auxerre - Principaux arrêts : Arquebuse . Rue du Temple . Surugue . Cordelier . Palais de justice . Porte de Paris . Abbayes . Cochois . Cathédrale . Théâtre . Quai . Rue du Pont . Place Saint-Pierre . Vaulabelle . Arquebuse |                                           |                                           |                                           |                                           |                                            |                                           |                                           |                                           |
| N     | Autre : Cette ligne forme une boucle dans le centre de la ville. |                                           |                                           |                                           |                                           |                                            |                                           |                                           |                                           |
| N     | Dernière actualisation : — |                                           |                                           |                                           |                                           |                                            |                                           |                                           |                                           |

#### Transport à la demande
Un service de transport à la demande existe sous l'appellation Flexibus dans l'agglomération, avec un système de réservation et des circulations de 7h à 19h.
Le service est modifié le 2 janvier 2024 (avec le changement d'exploitant), permettant à toutes les communes de la communauté d'agglomération de rejoindre treize destinations telles que la gare, l'hôpital, le centre-ville ou les lycées.

#### Lignes scolaires
Les lignes scolaires sont desservies par les autocars AuxR_M le bus et, depuis le 2 septembre 2024, sont définies en trois secteurs (plusieurs communes rattachées à un collège de secteur).

### Arrêts de bus
Le réseau compte près de 200 arrêts de bus.
Les arrêts de bus ont fait l'objet, en 2013, d'un renouvellement complet de leurs abris. La société VYP a remporté un appel d'offres pour une durée de 12 ans (soit jusqu'en 2025), lui impliquant de retirer les 110 anciens abris et d'en installer 180 nouveaux (dont 150 à Auxerre). Cela n'a eu aucun coût pour la ville d'Auxerre puisque VYP louera les espaces publicitaires sur ses abribus et sur les panneaux publicitaires répartis dans la ville.
Bien qu'aucun chiffre précis ne soit communiqué aujourd'hui, le nombre d'arrêts couverts par un abribus a augmenté.
À l'heure actuelle, le plus grand abribus de la ville est situé à l'arrêt Arquebuse, en direction de la gare SNCF, avec 4 abribus accolés.

## Accessibilité
La ville d'Auxerre a effectué de nombreux travaux afin de rendre accessibles les arrêts de bus aux personnes à mobilité réduite.
Les trois quarts des arrêts sont accessibles aux personnes à mobilité réduite en 2025.

## Exploitation

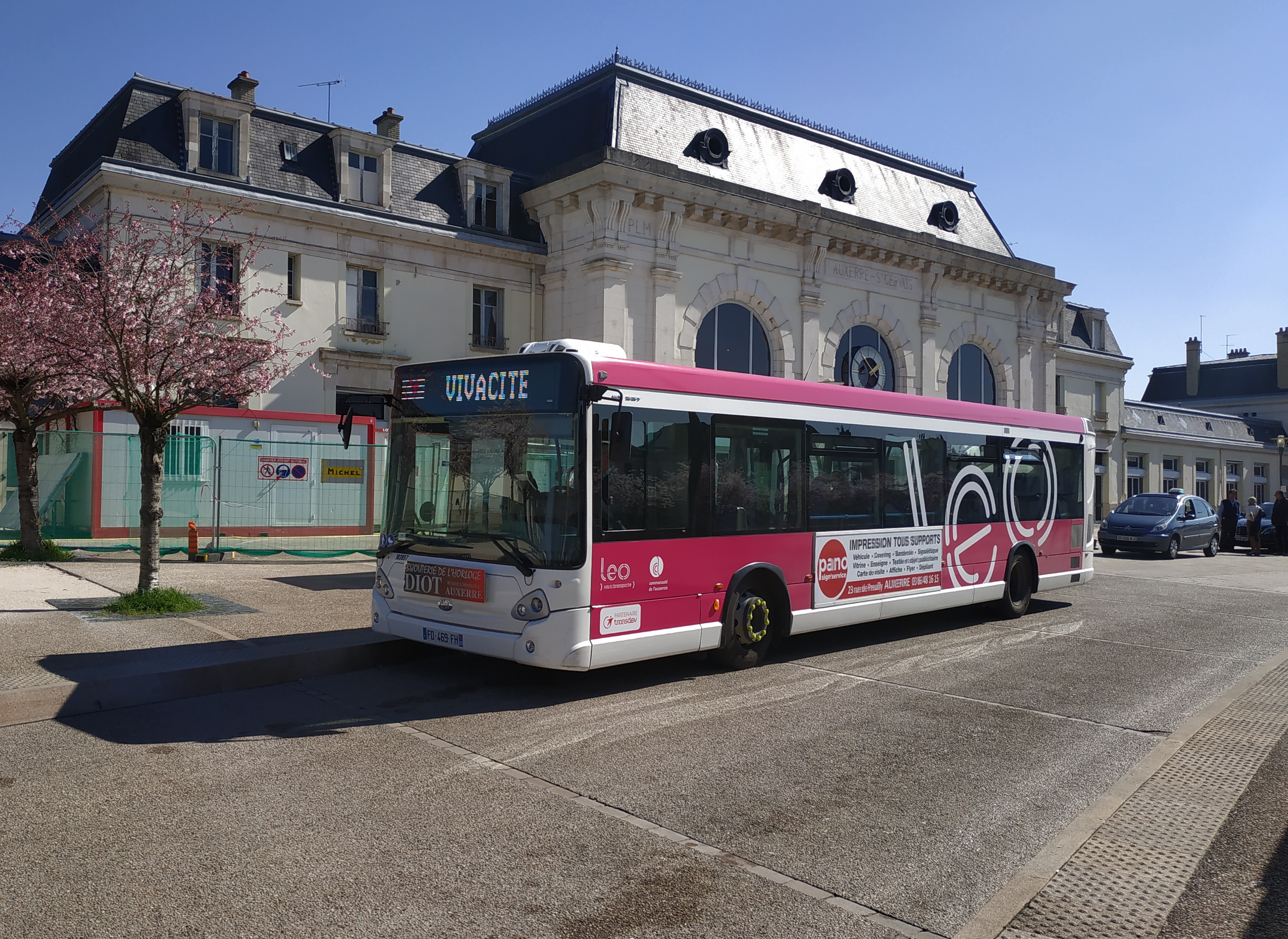
Autobus Heuliez GX 337 à la gare d'Auxerre.

### Matériel roulant
Ce réseau de transports exploite un parc de 31 bus.
Ces bus sont, pour la plupart, des Irisbus Citelis 12 et des Heuliez GX 327.
En 2019, de nombreux bus sont réformés et remplacés par des GX 337. Cette même année, tous les bus circulant sur le réseau sont des GX 327 (ligne 2 à 7 et scolaires, parfois ligne 1) ou des GX 337 (ligne 1, parfois ligne 2).
Depuis septembre 2021, la ligne 1 circule avec cinq bus à hydrogène de modèle Businova H2, de la marque Safra. Le 13 octobre 2021, la ville d'Auxerre et EDF ont inauguré la plus grande station de carburant à hydrogène de France, qui doit alimenter les bus urbains. La station a une capacité de production d'un mégawatt, soit « 400 kg d'hydrogène par jour » selon Hynamics, la filiale d'EDF spécialisée dans l'hydrogène. Le maire d'Auxerre, Crescent Marault, fait de ce choix « une politique publique très volontariste sur le déploiement des énergies renouvelables dans l'Auxerrois ».

### Dépôt
Les bus sont stockés au dépôt de Keolis, situé au 23 rue de la Plaine-des-Isles, à Auxerre.

### Tarification et financement
Le réseau ne dispose pas de boutiques fixes mais offre la possibilité d'acheter des tickets dans certains commerces, directement auprès du conducteur ou dans une agence mobile.